# Haukadalur (Dalabyggð)

Het Haukadalur (Haviksdal) is een dal in het noordwesten van de regio Vesturland in de gemeente Dalabyggð. Het dal ligt  even ten zuidoosten van het plaatsje Búðardalur. Het dal strekt zich van het oost naar west uit.
In het dal ligt Haukadalsvatn, een  klein meer dat via de Haukadalsá gevoed wordt. Aan de noordzijde van dit riviertje ligt  Eiríksstaðir, de voormalige verblijfplaats van de viking Erik de Rode die Groenland ontdekt heeft. Ook werd vermoedelijk Leifur Eiriksson hier geboren, de vermeende ontdekker van Noord-Amerika. Het is nu een openluchtmuseum.
Een onverharde weg, de Haukadalsvegur, leidt vanaf de kust het dal in. Voorbij de laatste boerderij van het dal, gaat de weg over in een moeilijk te berijden jeeptrack die uiteindelijk op de Holtavörðuheiði hoogvlakte bij de Hringvegur uit komt.
In IJsland zijn er nog twee dalen die Haukadalur heten. Het ene is het meest bekend omdat de Geysir daar ligt, het andere ligt niet ver van Þingeyri.

## Weblinks
- Internetsite Museum Eiríksstaðir